# Касатик боровой
Каса́тик борово́й, или И́рис борово́й, или И́рис песча́ный (лат. Iris arenaria) — многолетнее травянистое растение, вид рода Ирис (Iris) семейства Ирисовые (Iridaceae).

## Описание
Растение высотой 10—20 см. Может достигать в высоту 25 см. Имеет длинное тонкое корневище толщиной 2—5 мм, в верхней части одетое волокнистыми остатками листовых влагалищ.
Стебель прямой, простой, почти равен листьям по длине. Листья линейные или ланцетно-линейные, имеют ширину до 10 мм.
У растения один либо два короткочерешковых цветка. Цветёт в апреле — мае. Период цветения очень короткий — всего один день (открывается утром и закрывается ближе к вечеру).
Плод касатика борового — коробочка овальной формы.
Имеет внешнее сходство с видом Касатик карликовый, но отличается меньшим размером всех частей.

## Экология
Касатик боровой растёт в сухих, очень тёплых, солнечных местах. Растение можно встретить на полянах и опушках сосновых боров, на неглубоких почвах, на каменистых склонах или на песках.

## Распространение
Растёт в странах Центральной и Восточной Европы.

## Защита
Касатик боровой — охраняемый вид в Чехии, Словакии, Венгрии и Сербии. Данный вид занесён в Красную книгу Украины, Белгородской и Курской областей.

## Синонимы
- Iris arenaria f. phyllospatha Borbás (1886)
- Iris flavissima f. orientalis (1911)
- Iris borzaeana Prodan (1934)
- Iris arenaria subsp. borzaeana Prodan (1934)
- Iris arenaria subsp. orientalis Lavrenko (1935)
- Iris pineticola Klok. (1950)
- Iris humilis subsp. arenaria Á.Löve & D.Löve (1961)
- Iris humilis var. borzaeana Soó (1970)
- Iris humilis subsp. orientalis Soó (1970)
- Iris humilis f. phyllospatha Soó (1970)
- Iris humilis lusus ochroleuca Priszter (1980)